# اتفاق التناوب
اتفاقات التناوب (وبالعبرية: הסכם רוטציה) هو اتفاق سياسي لتناوب المناصب بين المسؤولين الحكوميين وأعضاء الكنيست ورؤساء الوزراء والوزراء وغيرهم. ففى خلال فترة العمل للكنيست أو للحكومة يقوم عضو الكنيست أو أحد الوزراء بالاستقالة لكي ينوب عنه شخص آخر وذلك على أساس اتفاق مسبق. وقد تمت اتفاقيات من هذا القبيل عدة مرات في تاريخ السياسية الإسرائيلية.

## اتفاق التناوب في إسرائيل
تتسبب الأطر السياسية في إسرائيل في توحيد مجموعات الأقليات في مسعى مشترك للتمثيل في الكنيست والمجالس المحلية من أجل ضمان تمثيل جميع الطوائف والاحزاب في المؤسسات المنتخبة أو بهدف إدخال تعديلات على تركيبة القائمة الحزبية في المجلس، حيث جرى أول اتفاق تناوب في حزب معسكر اليسار الإسرائيلي (شيلي) في الكنيست التاسعة فقد نال الحزب مقعدينِ وقام المرشحون الخمسة الأوائل في القائمة بشغل منصب عضو الكنيست بالتناوب  ، وفي الكنيست تحدد كذلك اتفاق تناوب في القائمة العربية الموحدة. وعلى خلفية عدم تنفيذ هذا الاتفاق قتل عضو الكنيست حماد أبو ربيعة في عام 1981 ، بعد أن استقال النائب سيف الدين الزعبي من الكنيست في الدورة التاسعة في 3 أبريل 1979 بعد عامين على انتخابها ودخل أبو ربيعة مكانه وبالاتفاق بأن يستقيل بعد عام لصالح جبر داهش معدي، ولما رفض أبو ربيعة تعرض لاغتيال وهو خارج من فندق الملك داوود في القدس. ويشكل اتفاق التناوب بعض الخلافات بين الأحزاب العربية في الكنيست، وكذلك يتم التناوب بين أعضاء الأحزاب الأرثوذكسية المتطرفة في الكنيست.
تم تضمين مبدأ التناوب أيضا ضمن الاتفاق الائتلافي الذي تم توقيعه عام 1984 بين المعراخ (التجمع) والتكتل (الليكود) قبل تشكيل حكومة الوحدة الوطنية، وناب شمعون بيرس عن إسحاق شامير رئيسا للحكومة في أكتوبر 1986.

## لجان الكنيست
في الدورة السابعة عشر للكنيست، تناوبت عضو الكنيست شيلي يحيموفيتش رئاسة لجنة حقوق الطفل في الكنيست مع عضوة الكنيست نادية حلو، وتم التناوب بناء على اتفاق داخلي في حزب العمل، في نفس الدورة للكنيست، تم إبرام اتفاق داخلي مماثل لتناوب رئاسة لجنة الاقتصاد، بين موشيه كاهلون من الليكود، الذي شغل منصب رئيس اللجنة وجلعاد إردان.

## ائتلاف كبير
لم يتمكن أي من الحزبين الرئيسيين في إسرائيل الليكود والمراخ من تشكيل ائتلاف حكومي دون مشاركة الآخر وذلك في أعقاب إجراء إنتخابات الكنيست الحادي عشر في 23 يوليو 1984 ، حيث كانت نسبة التصويت للمراخ في 34.9% اى 44 مقعد ونسبة الليكود هي 31.9% أي 41 مقعد، وبالتالى فقد تم الإتفاق على تشكيل حكومة وحدة وطنية على فترتين: الأولى ترأسها شمعون بيريز من المراخ والثانية ترأسها إسحاق شامير من الليكود
الحكومة الحادية والعشرون: أقيمت برئاسة بيريز وشارك في الائتلاف المكون من 25 وزيراً تسعة منهم للمراخ والمفدال وأجودات إسرائيل وشاس وموراشا وشينوي وأوميتس وبموجب إتفاق التناوب قدم بيريز استقالة الحكومة في 13 أكتوبر 1986 .
الحكومة الثانية والعشرون: في 20 أكتوبر 1986 أقيمت برئاسة شامير وشارك فيها في الائتلاف نفس الأحزاب التي كانت في الحكومة الحادية والعشرين وشارك في الحكومة 25 وزيراً منهم عشرة وزراء للمراخ وشهدت هذه الحكومة انطلاق الانتفاضة الفلسطينية الأولي.